# Vic Chesnutt
James Victor "Vic" Chesnutt (12. november 1964 – 25. december 2009) var en amerikansk sanger og sangskriver.
Chesnutt udgav flere albums i løbet af sin karriere, herunder to produceret af Michael Stipe. Hans musikalske stil blev beskrevet som en "skæv, brydes version af Americana, der er jagende, sjove, gribende, og til tider mystiske, som regel alle på én gang".
Vic Chesnutt døde den 25. december 2009 af en overdosis.

## Diskografi
- 1990 Little
- 1991 West of Rome
- 1993 Drunk
- 1995 Is the Actor Happy?
- 1996 About to Choke
- 1998 The Salesman and Bernadette
- 2000 Merriment
- 2001 Left to his Own Devices
- 2003 Silver Lake
- 2005 Ghetto Bells
- 2005 Extra Credit EP
- 2007 North Star Deserter
- 2008 Dark Developments
- 2009 At the Cut
- 2009 Skitter on Take-Off